# Fulton, Kansas
Fulton är en ort i Bourbon County i Kansas. Vid 2010 års folkräkning hade Fulton 163 invånare.